# 历法列表

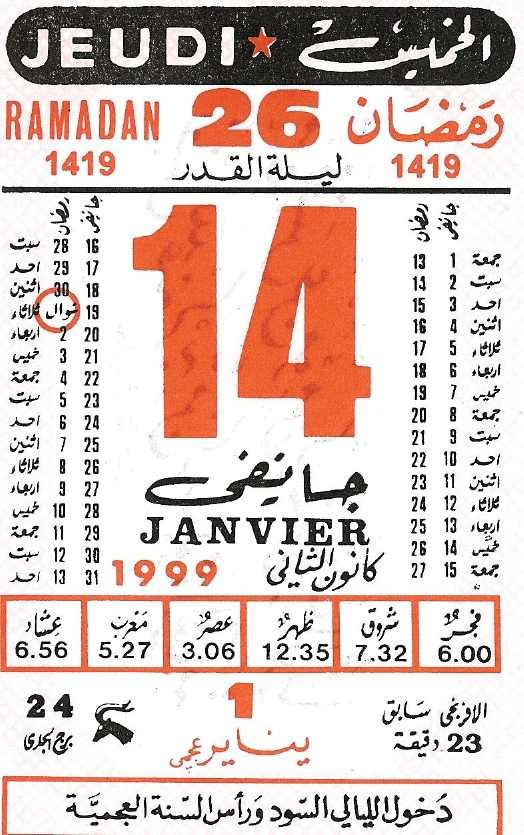
一張同時顯示伊斯蘭曆、公曆與柏柏曆日期的突尼西亞日曆紙

历法列表列舉还在使用的历法，以及曾經施行過现已废除不用的历法。

## 仍然在使用的历法
- ISO 8601（国际历法标准ISO）
- 53周历法
- 财政年度（世界各地）
- 巴哈伊历法
- 科普教历法
- 公历（西历）
- 埃塞俄比亞曆（被埃塞俄比亞及厄立特里亞正教會、天主教會和路德宗教會所使用）
- 中国传统历法
- 爪哇曆
- 农历（夏曆）
- 中華民國曆
- 佛曆（被泰国使用）
- 藏曆
- 日本曆
- 希伯来曆
- 印度曆
- 伊朗曆
- 伊斯兰曆（被伊斯兰国家使用）
- 主體曆（被北韓使用）

## 不再被使用的历法
- 法国大革命历法：是法蘭西第一共和國時期的革命曆法，在法國大革命時期所採用，由數學家約瑟夫·拉格朗日、加斯帕·蒙日和詩人法布爾·代格朗汀（Fabre d'Églantine）協助制定。
- 苏维埃革命历法：前蘇聯從1929年到1940年使用的曆法。
- 儒略曆
- 儒略改革曆

### 中國
- 黃帝紀元：是中國清朝末期變法派和革命派都曾使用的紀元
- 太初曆：是中國歷史上第一部完整統一，而且有明確文字記載的曆法，從漢武帝太初元年至漢章帝元和元年，此曆共實行了188年。
- 大明曆：由南北朝時期祖沖之創制，完成於南朝宋大明六年（462年），梁天監九年（510年）施行。共實行了80年。
- 授時曆：從元朝至元十八年1281年開始實行。明朝所頒行的大統曆基本上就是授時曆，總共實行了364年。
- 古六曆：春秋戰國和秦朝制定的夏曆、黃帝曆、殷曆、周曆、魯曆、顓頊曆六種曆法。
  - 顓頊曆：至秦始皇一統天下後遍行，經秦朝至西漢太初曆制定（前104年）始棄
- 三統曆：漢章帝元和二年（85年）被《四分曆》取代
- 四分曆：漢章帝元和二年（85年）施行，曹魏用到237年，被《景初曆》取代。東吳用到223年，被《乾象曆》取代。蜀漢用到政權滅亡。
- 景初曆：晉朝建立後，泰始元年（265年）行泰始曆就是景初曆。用至南北朝，劉宋用到444年，被《元嘉曆》取代。北魏用到451年，被《玄始曆》取代。
- 乾象曆：三國東吳黃武二年（223年）施行，直到天紀三年（280年）東吳滅亡。
- 元嘉曆：宋文帝元嘉二十二年（445年）施行，梁武帝天監八年（509年），被《大明曆》取代。
- 戊寅元曆：唐高祖武德二年（619年）施行，麟德元年（664年），被《麟德曆》取代。
- 麟德曆：於麟德二年（665年）頒行，
- 儀鳳曆
- 大衍曆：開元十七年（729年）頒行《大衍曆》取代《麟德曆》。上元二年（761年），被《五紀曆》取代。日本天平寶字八年（764年）採用《大衍曆》，貞觀三年（862年），被《宣明曆》取代。
- 五紀曆
- 宣明曆：唐穆宗長慶二年（822年）施行，全稱長慶宣明曆。景福元年（892年），被《崇玄曆》取代。
- 應天曆
- 大統曆
- 時憲曆
- 大統曆
- 太平天曆

## 科幻作品中出现的历法
- 星历